# Célia Garritano
Célia Regina Oliveira Garritano (Rio de Janeiro, 8 de novembro de 1950) é uma ex-voleibolista indoor brasileira que atuou como Levantadora tanto em clubes, quanto na Seleção Brasileira. Representando esta, conquistou a medalha de bronze no Pan de San Juan 1979 e outros títulos importantes, além do sétimo lugar no Mundial de 1978 qualificando o país pela primeira vez para a Olimpíada de Moscou de 1980. Em clubes foi pentadecacampeã do Campeonato Carioca pelo Fluminense na categoria adulto, isso sem mencionar as categorias de base; foi também tricampeã brasileira.

## Carreira
Sua iniciação no voleibol ocorreu ainda na escola, quando cursava o antigo 1º grau e através de sua professora de Educação física que também era técnica do Flamengo, e por esta recebeu o convite para jogar o voleibol.Iniciou a jogar em 1963 no infantil do Tijuca Tênis Clube e foi vice-campeã carioca, mesmo resultado de 1964, apenas conquistando o título pela categoria no ano de 1965. No Campeonato Brasileiro da categoria infantil de 1964 e 1965 foi vice-campeã nas duas edições.
Embora fosse da categoria infantil, com apenas 14 anos foi convocada em 1964 para a seleção adulta, sempre usou a camisa # 10. Ainda em 1964 disputou também o campeonato carioca juvenil foi vice-campeã carioca, mas pela categoria foi tetracampeã carioca de 1965 a1968, assim como foi vice-campeã brasileira juvenil nos anos de 1965 e 1968.
Em 1965 já jogava também na categoria adulto pelo Fluminense, e conquistou o vice-campeonato carioca , repetindo o feito em 1967 e em 1968. No ano de 1967 foi campeã do Campeonato Sul-Americano Estudantil.Em 1969 se transfere para o Fluminense e se consagra no estado pentadecacampeã carioca desde 1969-1983 na categoria adulto, clube pelo qual se dedicou ao voleibol. Ainda em 1969 é convocada para seleção brasileira para disputar o Sul-Americano de Caracas conquistando a medalha de ouro.
Disputou seu primeiro Campeonato Mundial pela seleção brasileira em 1970 na Bulgária, terminando na décima terceira posição e neste mesmo ano conquista o título do Campeonato Brasileiro Universitário e na cidade de Turim obteve o quarto lugar no Universíada. Em 1970 chega a sua primeira final de Campeonato Brasileiro da categoria adulto, conquistando o vice-campeonato e no Campeonato Brasileiro de Clubes Campeões repete o mesmo feito. No ano seguinte faz sua segunda final e desta vez conquista o título pela primeira vez e no Campeonato Brasileiro de Clubes Campeões conquista o título.
Em 1971 pela seleção brasileira disputou o Sul-Americano em Montevidéu perdendo a final para equipe peruana e estabelecendo a partir daí uma supremacia sobre o voleibol brasileiro também convocada para os Jogos Pan-Americanos em Cali chegando as semifinais, mas infelizmente ficaram com a quarta colocação.Ainda em 1971 e jogando pelo Fluminense, Célia conquista seu primeiro título do Campeonato Sul Americano de Clubes Campeões , conquistando o bicampeonato em 1972 e no Campeonato Brasileiro de Clubes Campeões conquista seu segundo título.Célia paralelamente ao voleibol indoor também competia no vôlei de praia, neste mesmo ano conquistou título do Torneio Luxor em 1971. Em 1972 ficou com o vice-campeonato do título do Campeonato Brasileiro Universitário.
Na temporada de 1973 disputou pela segunda vez o Universíada de Verão e obteve a medalha de bronze. No mesmo ano conquistou a Taça Guanabara e o vice-campeonato brasileiro. No ano seguinte repete o mesmo resultado no campeonato brasileiro. No ano seguinte pela seleção brasileira disputa seu segundo Campeonato Mundial sediado em Guadalajara, terminando na décima quinta posição. Conquistou o bicampeonato em 1975 e 1976 do Campeonato Brasileiro de Clubes Campeões.
Desde criança a Célia realiza seu sonho se formando na Escola de Medicina e Cirurgia da Universidade Federal do Estado do Rio de Janeiro, se especializou em Cirurgia Geral e Videolaparoscopia, Pós-Graduada pela UERJ, fez também Pós-Graduação em Gestão Hospitalar na Unicamp com estágio no Canadá, além do título de Mestrado em Cirurgia Gastroenterológica na UFF, estagiou na Universidade de Harvard no Massachusset General Hospital em Boston.
Conquistou o vice-campeonato da Taça Rio de Janeiro em 1977, 1978 e 1979. Sagrou-se bicampeã desta taça também em 1980 e 1981. No auge de sua carreira vitoriosa pelo Fluminense foi tetracampeã do Campeonato Sul-Americano de Clubes Campeões nos anos de 1977, 1978, 1979 e 1980. Em 1977 foi vice-campeã brasileira.
Em 1978 disputou seu último Campeonato Mundial pela seleção brasileira cuja sede foi em Lenigrado e pela primeira vez o voleibol feminino fica entre as dez melhores seleções do mundo, terminando na inédita sétima colocação, vencendo a Alemanha Oriental por 3x2, classificando o Brasil pela primeira vez para os Jogos Olímpicos de Verão de 1980 em Moscou, sendo o destaque da equipe ao lado das companheiras: Heloísa Roese, Eliana Maria Nagib Aleixo, Filomena Bérgamo, Lenice Peluso e Rejane Maria Campos.
Em 1979 conquistou mais um título brasileiro e pela seleção brasileira disputou o Sul-Americano de Rosário novamente perdendo a final para equipe peruana. Pelo vôlei de praia fatura mais um título em 1980 do Play-Volley Rio de Janeiro.Estava na equipe que representou o Brasil no Universíada de 1979, no qual não foi medalhista.No Campeonato Brasileiro de Clubes Campeões de 1980 conquista o vice-campeonato e em 1981 o título.
Já no Campeonato Brasileiro de 1981, Célia sagrou-se campeã mais uma vez e neste ano atuou pela seleção brasileira quando disputou o Sul-Americano sediado em Santo André , convocada pelo técnico Enio Figueiredo cuja missão era difícil de quebrar a hegemonia peruana, mas em um jogo emocionante conquistam o título mais importante de sua carreira; ainda em 1981 disputou pela seleção a Copa do Mundo terminando na última posição.
Disputou na praia o título do Torneio FEVERJ e sagrou-se campeã no mesmo ano. No ano seguinte conquistou dois torneios nas areias: o Torneio de São Conrado e o Torneio BRJ; em 1983 mais dois resultados: campeã do Torneio Sul América de Verão de Búzios e o vice-campeonato do Torneio Rio Sul e no mesmo ano, desta vez no voleibol indoor, conquistou o segundo lugar na Copa Brasil e o mesmo resultado no Campeonato Brasileiro de Clubes Campeões de 1983 , já no estadual, sagrou-se campeã carioca do ano.
Após a diretoria do Fluminense anunciar que o clube não disputaria mais nenhum campeonato de voleibol, Célia encerra a carreira no em 1984 e neste ano jogou no Club Athletico Paulistano, além do clube de quase toda vida dedica ao voleibol encerrar as atividades, um outro motivou a impulsionou a encerrar sua vitoriosa carreira. Célia encontrou dificuldade para viajar constantemente devido a sua carreira de médica no Rio de Janeiro e o Paulistano em São Paulo.
Célia externou profunda admiração por dois técnicos em sua carreira: Evandro e Jorjão, ambos seus treinadores no Fluminense, que considerava superiores a qualquer outro técnico, inclusive de seleção brasileira.Foram 17 anos dedicados o vôlei, com momentos de superações pessoais, como problemas profissionais e pressões psicológicas para voltar à seleção. Entrou para história por ser a única jogadora a vencer os Campeonatos Sul-Americanos de 1969 e 1981, em plena hegemonia peruana e após servir a seleção em Campeonatos Sul-Americanos, Pan-Americanos, Mundiais e Copas do Mundo, declarou sua tristeza por não ter sido lembrada para disputar os Jogos Olímpicos de Moscou”.
No ano seguinte foi disputar o Sul-Americano de 1981, convocada pelo técnico Enio Figueiredo que apostava em sua experiência esportiva, sendo um diferencial para a seleção brasileira e justificando sua convocação declarou: “ela voltou à sua melhor forma e contornou as dificuldades de horário de sua vida como cirurgiã”.
Em entrevista Célia abordou as dificuldades da época, exemplificou que após o título sul-americano de 1969 pela seleção brasileira, só fora possível colocar em quadra o melhor elenco de jogadoras em 1979, devido a política da CBV-Confederação Brasileira de Voleibol e a questão das dificuldades das jogadoras viajarem constantemente; alguns resultados não foram melhores porque a seleção tinha que ser mesclada com jogadoras juvenis e numa época que a as atletas eram amadoras não podiam viajar, muitas pressionadas por emprego, faculdade e família, bem com o próprio técnico Ênio perdeu o emprego na Casa da Moeda, a ex-voleibolista Heloísa Roese perdeu um ano na faculdade que cursava e Célia era malvista na escola onde lecionava e no hospital onde exercia a medicina, prejudicando assim a sequencia necessária de treinamentos indispensável para quaisquer equipes.
Em 1 de novembro de 1999 recebeu do então Deputado Roberto Dinamite na Sala de Sessões da Casa de Leis a Moção de Louvor sua Dedicação e Relevantes Serviços Prestados no Hospital Universitário Gafrée e Guinle-HUGG.Com carreira dedicada aos estudos e ao voleibol Célia não se casou e não teve filhos, vivendo exclusivamente para a medicina. Em novembro de 2012 concluiu o Doutorado e exerce a profissão no Rio de Janeiro até hoje e não pratica mais o voleibol, apenas acompanha alguns eventos quando possível. Para ela o voleibol atual não está tão bonito quanto era no passado, comparando a equipe do Fluminense dos anos 80, que apresentava um padrão de jogo inovador idealizado pelo técnico Jorjão que era semelhante ao utilizado pela seleção brasileira masculina.

## Títulos e Resultados
- 1963– Vice-campeã do Campeonato Carioca Infantil[3]
- 1964– Vice-campeã do Campeonato Carioca Infantil[3]
- 1964– Vice-campeã do Campeonato Carioca Juvenil[3]
- 1964– Vice-campeã do Campeonato Brasileiro Infantil[3]
- 1965– Campeã do Campeonato Carioca Juvenil[3]
- 1965– Vice-campeã do Campeonato Brasileiro Infantil[3]
- 1965– Campeã do Campeonato Carioca[3]
- 1965– Vice-campeã do Campeonato Carioca Juvenil[3]
- 1965– Vice-campeã do Campeonato Brasileiro Juvenil[3]
- 1966– Campeã do Campeonato Carioca Juvenil[3]
- 1967– Campeã do Campeonato Carioca Juvenil[3]
- 1967– Vice-campeã do Campeonato Carioca[3]
- 1967– Campeã do Campeonato Sul-Americano Estudantil[3]
- 1968– Campeã do Campeonato Carioca Juvenil[3]
- 1968– Vice-campeã do Campeonato Carioca[3]
- 1968– Vice-campeã do Campeonato Brasileiro Juvenil[3]
- 1969– Campeã do Campeonato Carioca[3]
- 1970– Campeã do Campeonato Carioca[3]
- 1970– Campeã do Campeonato Brasileiro Universitário[3]
- 1970– Vice-campeã do Campeonato Brasileiro[3]
- 1970– Vice-campeã do Campeonato Brasileiro de Clubes Campeões[3]
- 1971– Campeã do Campeonato Carioca[3]
- 1971– Campeã do Campeonato Brasileiro[3]
- 1971– Campeã do Campeonato Brasileiro de Clubes Campeões[3]
- 1971– Campeã do Campeonato Sul-Americano de Clubes Campeões[3]
- 1971– 4º lugar nos Jogos Pan-Americanos (Cali,  Colômbia)[2]
- 1971– Campeã do Torneio Luxor de Volley de Praia (dupla feminina vôlei de praia) [3]
- 1972– Campeã do Campeonato Carioca[3]
- 1972– Vice-campeã do Campeonato Brasileiro Universitário[7]
- 1972– Campeã do Campeonato Brasileiro de Clubes Campeões[3]
- 1972– Campeã do Campeonato Sul-Americano de Clubes Campeões[3]
- 1973– Campeã da Taça Rio de Janeiro[3]
- 1973- 4ºlugar no Universíada de Verão (Turim,  Itália)[5]
- 1973– Campeã do Campeonato Carioca[3]
- 1973– Vice-campeã do Campeonato Brasileiro[3]
- 1974– Campeã do Campeonato Carioca[3]
- 1974– Vice-campeã do Campeonato Brasileiro[3]
- 1975– Campeã do Campeonato Carioca[3]
- 1975– Campeã do Campeonato Brasileiro de Clubes Campeões[3]
- 1976– Campeã do Campeonato Carioca[3]
- 1976– Campeã do Campeonato Brasileiro de Clubes Campeões[3]
- 1977– Campeã do Campeonato Carioca[3]
- 1977– Vice-campeã da Taça Rio de Janeiro[3]
- 1977– Vice-campeã do Campeonato Brasileiro[3]
- 1977– Campeã do Campeonato Sul-Americano de Clubes Campeões[3]
- 1978– Campeã do Campeonato Sul-Americano de Clubes Campeões[3]
- 1978– Vice-campeã da Taça Rio de Janeiro[3]
- 1978– Campeã do Campeonato Carioca[3]
- 1978– 7º Lugar no Campeonato Mundial de Voleibol Feminino (Lenigrado,  Rússia)[3]
- 1979– Vice-campeã da Taça Rio de Janeiro[3]
- 1979– Campeã do Campeonato Carioca[3]
- 1979– Campeã do Campeonato Brasileiro[3]
- 1979– Campeã do Campeonato Sul-Americano de Clubes Campeões[3]
- 1980– Campeã do Campeonato Sul-Americano de Clubes Campeões[3]
- 1980– Campeã da Taça Rio de Janeiro[3]
- 1980– Campeã do Campeonato Carioca[3]
- 1980– Vice-campeã do Campeonato Brasileiro de Clubes Campeões[3]
- 1980– Campeã do Play-Volley RJ(dupla feminina vôlei de praia)[3]
- 1981– Campeã do Torneio FEVERJ(dupla mista vôlei de praia)[3]
- 1981– Campeã da Taça Rio de Janeiro[3]
- 1981– Campeã do Campeonato Carioca[3]
- 1981– Campeã do Campeonato Brasileiro[3]
- 1981– Campeã do Campeonato Brasileiro de Clubes Campeões[3]
- 1982– Campeã do Campeonato Carioca[3]
- 1982– Campeã do Torneio de São Conrado (dupla feminina vôlei de praia)[3]
- 1982– Campeã do Torneio BRJ (quadra mista vôlei de praia)[3]
- 1983– Campeã do Campeã do Torneio Sul América de Verão – Búzios (quadra mista vôlei de praia) [3]
- 1983– Vice-campeã do Torneio Rio Sul(dupla feminina vôlei de praia)[3]
- 1983– Campeã do Campeonato Carioca[3]
- 1983– Vice-campeã do Campeonato Brasileiro de Clubes Campeões[3]
- 1983– Vice-campeã da Copa Brasil[3]

## Premiações Individuais
- 1999- Moção de Louvor por sua Dedicação e Relevantes Serviços Prestados no Hospital Universitário Gafrée e Guinle[11]